# 國際貨幣基金組織
國際貨幣基金組織（法語：Fonds Monétaire International）於1945年12月27日成立，屬於聯合國經濟及社會理事會下屬的專門機構，与世界银行同為世界兩大金融機構，由191個國家組成，致力於促進全球貨幣合作，確保金融穩定，促進國際貿易。職責是監察貨幣匯率和各国貿易情況、提供技術和資金協助，確保全球金融制度運作正常。
其總部設置於美国华盛顿特区，和世界銀行總部隔着一條第十九街。

## 歷史
1944年7月，財金會議於美國新罕布什尔州的布雷顿森林舉行。关于國際貨幣基金组织的具体条款的主要設計者是美國副財政部長哈里·迪克特·怀特。尽管英国代表团团长约翰·梅纳德·凯恩斯强烈反对基金组织条约中“将美元视为黄金唯一的替代物”的做法，但是各國最终于7月22日在會議上簽訂了成立國際貨幣基金的協議。協議的條款 （页面存档备份，存于）於1945年12月27日付諸實行，国际货币基金组织正式成立，是為第二次世界大戰後之重建計劃的一部份。1947年3月1日正式運作。
有時國際貨幣基金、國際清算銀行及世界銀行，被稱為「布雷顿森林机构」。差不多所有實行市場經濟的國家，其金融政策均受這三家機構影響。

## 政策和目的

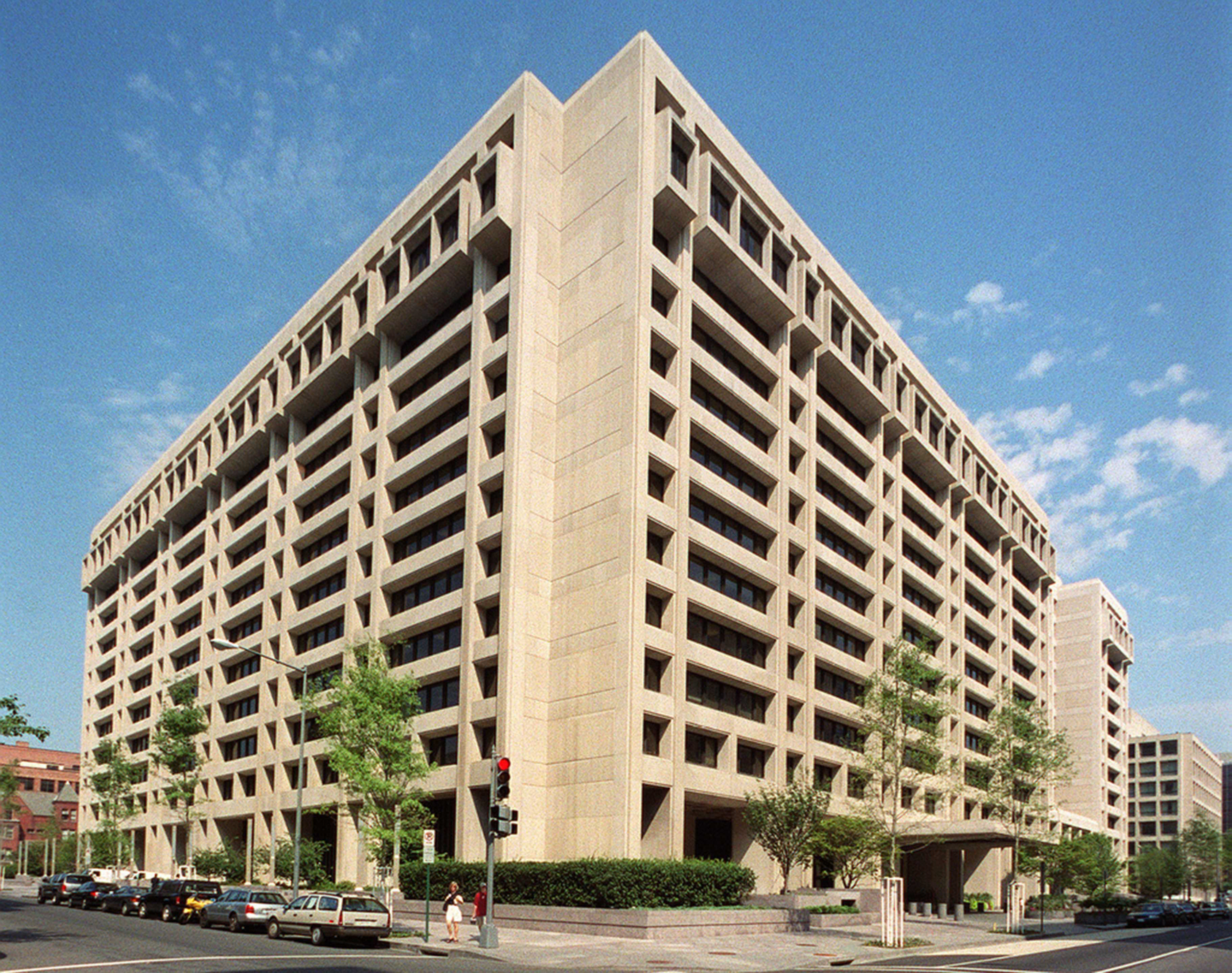
IMF總部大樓

基金组织通过以下三项主要职能來達致促进国际金融体系稳定的目的。
- 监督：监督国际货币体系和成员国的政策，並追踪各地的经济和金融情况，在必要時提出警告；
- 贷款：援助国际收支困难的国家贷款；
- 技术援助和培训：帮助成员国发展健全的制度和经济政策工具。

### 援助和改革
國際貨幣基金的使命，是為陷入嚴重經濟困境的國家，提供協助。對於嚴重財政赤字的國家，基金可能提出資金援助，甚至協助管理國家財政。受援助國需要進行改革，參閱華盛頓共識。

### 全球经济展望
《全球经济展望》（英語：World Economic Outlook）是一项分析全球经济近中期情况的调查，由国际货币基金组织工作人员每年发布两次。

### 與世界銀行的區別
國際貨幣基金組織主要的角色是會計師，工作是記錄各國之間的貿易數字和各國間的債務，并主持制定国际货币经济政策。至於世界銀行則主要提供長期貸款，類似投資銀行，工作是向公司、個人或政府發行債券，並將所得款項借予受助國。
国际货币基金组织的成立目的是要穩定各國貨幣以及監督外匯市場。由于国际货币基金组织不是銀行，一般而言它不會放款，但有儲備金可供國家借用以在短時間內穩定貨幣，作法類似在往來戶口中透支，所借款項必須於5年內清還。

## 成员国
加入國際貨幣基金的申請，首先會由基金的董事局審議。之後，董事局會向管治委員會提交「會員資格決議」的報告，報告中會建議該申請國可以在基金中分到多少 配額 （页面存档备份，存于），以及條款。管治委員會接納申請後，該國需要修改法律，確認簽署的入會文件，並承諾遵守基金的規則。成員國的「配額」決定了一國的應付會費、投票力量、接受資金援助的份額，以及特别提款权SDR的數量。無IMF會籍無法成為世界銀行之會員。
截至2024年10月，国际货币基金组织共有191个成员国（包括科索沃），3个联合国会员国不属于IMF成员：古巴、朝鲜、摩纳哥，其中古巴早期曾加入，后于1964年退出。部份領土爭議的地區（中華民國、巴勒斯坦民族權力機構等）不包含在內。要成为成员国，該国的申请須得到大多数现有成员国的同意。
按照IMF的規則，一般事務需要70%投票權支持才能通過，而重大改革事項則需要85%以上的支持率才能通過，而美國在IMF中佔有超過15%的投票權，也就是說，美國在國際貨幣基金組織里具有一票否決權，任何重大金融改革如果得不到美國的首肯，都不可能獲得通過。
以下是投票权最多的25个成员国名单（截止2025年8月）：
| 排名 | IMF成员国    | 份额（百万SDRs） | 份额（所占百分比） | 理事                   | 候补理事                 | 投票权（票数） | 投票权（所占百分比） |
| ---- | ------------ | ---------------- | ------------------ | ---------------------- | ------------------------ | -------------- | -------------------- |
| 1    | 美国         | 82,994.2         | 17.42              | Michael Kaplan         | 空缺                     | 831,394        | 16.49                |
| 2    | 日本         | 30,820.5         | 6.47               | 加藤勝信               | 植田和男                 | 309,657        | 6.14                 |
| 3    | 中國         | 30,482.9         | 6.40               | 潘功胜                 | 宣昌能                   | 306,281        | 6.08                 |
| 4    | 德国         | 26,634.4         | 5.59               | 约阿希姆·纳格尔        | 拉尔斯·克林拜尔          | 267,796        | 5.31                 |
| 5    | 法國         | 20,155.1         | 4.23               | 埃里克·隆巴尔          | 弗朗西斯·維勒魯瓦·德加羅 | 203,003        | 4.03                 |
| 6    | 英国         | 20,155.1         | 4.23               | 蕾切尔·里夫斯          | 安德魯·貝利              | 203,003        | 4.03                 |
| 7    | 義大利       | 15,070.0         | 3.16               | 贾恩卡洛·焦尔杰蒂      | 法比奧·帕內塔            | 152,152        | 3.02                 |
| 8    | 印度         | 13,114.4         | 2.75               | 尼尔玛拉·西塔拉曼      | 桑杰·马洛萨              | 132,596        | 2.63                 |
| 9    | 俄羅斯       | 12,903.7         | 2.71               | 安东·西卢安诺夫        | 埃尔薇拉·纳比乌林娜      | 130,489        | 2.59                 |
| 10   | 巴西         | 11,042.0         | 2.32               | 費爾南多·阿達          | 加布里埃尔·加利波罗      | 111,872        | 2.22                 |
| 11   | 加拿大       | 11,023.9         | 2.31               | 商鹏飞                 | 蒂夫·麦克勒姆            | 111,691        | 2.22                 |
| 12   | 沙烏地阿拉伯 | 9,992.6          | 2.10               | 穆罕默德·傑德安        | 阿依曼·萨亚里            | 101,378        | 2.01                 |
| 13   | 西班牙       | 9,535.5          | 2.00               | 卡洛斯·奎爾波          | 何塞·路易斯·埃斯克里瓦   | 96,807         | 1.92                 |
| 14   | 墨西哥       | 8,912.7          | 1.87               | 埃德加·阿马多尔·扎莫拉 | 维多利亚·罗德里格斯·塞哈 | 90,579         | 1.80                 |
| 15   | 荷蘭         | 8,736.5          | 1.83               | 奥拉夫·斯莱潘          | Jasper Wesseling         | 88,817         | 1.76                 |
| 16   |              | 8,582.7          | 1.80               | 具润哲                 | 李昌鏞                   | 87,279         | 1.73                 |
| 17   |              | 6,572.4          | 1.38               | 吉姆·查默斯            | 珍妮·威尔金森            | 67,176         | 1.33                 |
| 18   | 比利时       | 6,410.7          | 1.35               | 皮埃爾·溫施            | 贾恩·詹邦                | 65,559         | 1.30                 |
| 19   | 瑞士         | 5,771.1          | 1.21               | 馬丁·施萊格爾          | 卡琳·凯勒-祖特尔         | 59,163         | 1.17                 |
| 20   | 土耳其       | 4,658.6          | 0.98               | 穆罕默德·希姆谢克      | 法提赫·卡拉汉            | 48,038         | 0.95                 |
| 21   | 印度尼西亞   | 4,658.6          | 0.98               | 佩里·瓦吉約            | 英卓华                   | 47,936         | 0.95                 |
| 22   | 瑞典         | 4,430.0          | 0.93               | 埃里克·泰登            | Johanna Lybeck Lilja     | 45,752         | 0.91                 |
| 23   | 波蘭         | 4,095.4          | 0.86               | 安傑伊·多曼斯基        | 瑪爾塔·凱特利            | 42,406         | 0.84                 |
| 24   | 奥地利       | 3,932.0          | 0.83               | 羅伯特·霍爾茨曼        | Edeltraud Stiftinger     | 40,772         | 0.81                 |
| 25   | 新加坡       | 3,891.9          | 0.82               | 颜金勇                 | 谢啇真                   | 40,371         | 0.80                 |

## 组织结构

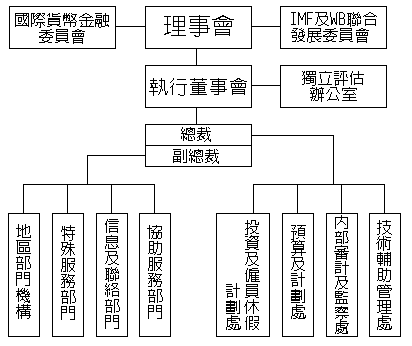
組織架構圖

國際貨幣基金組織的最高权力机构是理事会，每位成员地區有正、副理事代表，通常是本国的财政部长或中央银行行长。理事會於每年9月举行一次会议，各成員的投票权按其缴纳基金多少來决定。
理事會由國際貨幣與金融委員會以及發展委員會提供建議。國際貨幣和金融委員會有24個成員，監督全球流動性的發展和向发展中国家轉移資源。發展委員會有25名成員，就關鍵發展問題和促進開發中國家經濟發展所需的財政資源提出建議。他們還就貿易和環境問題提供建議。
執行董事會由理事會委託，行使理事会的权力，處理日常事務。該會由25名执行董事组成，每兩年選舉一次，設有1名總裁和4名副總裁。总裁任期5年，由执行董事会推选，可以连任。其中七名執行董事由德國、日本國、法國、英國、中國、美國、沙特阿拉伯任命，其餘由其他成员组成的选区选举产生。現任總裁是保加利亞籍的格奧爾基耶娃。四位副總裁分別是美國哈佛大學經濟學者吉塔·戈皮納特（第一副总裁）、中國前中國人民銀行副行長李波、日本前首相特別顧問岡村健司、牙買加前財長奈傑爾·A·L·克拉克。
国际货币基金组织每年与世界银行共同举行年会。

### 歷任總裁
根據慣例，IMF總裁主要來自歐洲，而世銀總裁主要來自美國。
| 任期                        | 姓名                      | 國籍                                               |
| 1946年5月6日-1951年5月5日   | 卡米尔·古特               | 比利时                                             |
| 1951年8月3日-1956年10月3日  | Ivar Rooth                | 瑞典                                               |
| 1956年12月-1963年5月5日     | Per Jacobsson             | 瑞典                                               |
| 1963年9月1日-1973年9月1日   | Pierre-Paul Schweitzer    | 法國                                               |
| 1973年9月1日-1978年6月17日  | Johannes Witteveen        | 荷蘭                                               |
| 1978年6月17日-1987年1月16日 | Jacques de Larosière      | 法國                                               |
| 1987年1月16日-2000年2月14日 | 米歇尔·康德苏             | 法國                                               |
| 2000年5月1日-2004年3月4日   | 霍斯特·克勒               | 德国                                               |
| 2004年3月4日-2004年5月4日   | 安妮·克魯格               | 美国 （署任，非正式）                              |
| 2004年5月4日-2007年10月1日  | 罗德里戈·拉托             | 西班牙                                             |
| 2007年10月2日-2011年5月19日 | 多米尼克·史特勞斯-卡恩    | 法國                                               |
| 2011年5月19日-2011年7月4日  | 約翰·利普斯基             | 美国（署任，非正式）                               |
| 2011年7月5日-2019年9月12日  | 克里斯蒂娜·拉加德         | 法國（是第11任，也是首位女性總裁）                 |
| 2019年10月1日起至今         | 克里斯塔利娜·格奥尔基耶娃 | 保加利亚（第二位女性总裁，曾任世界银行首席执行官） |

## 批評

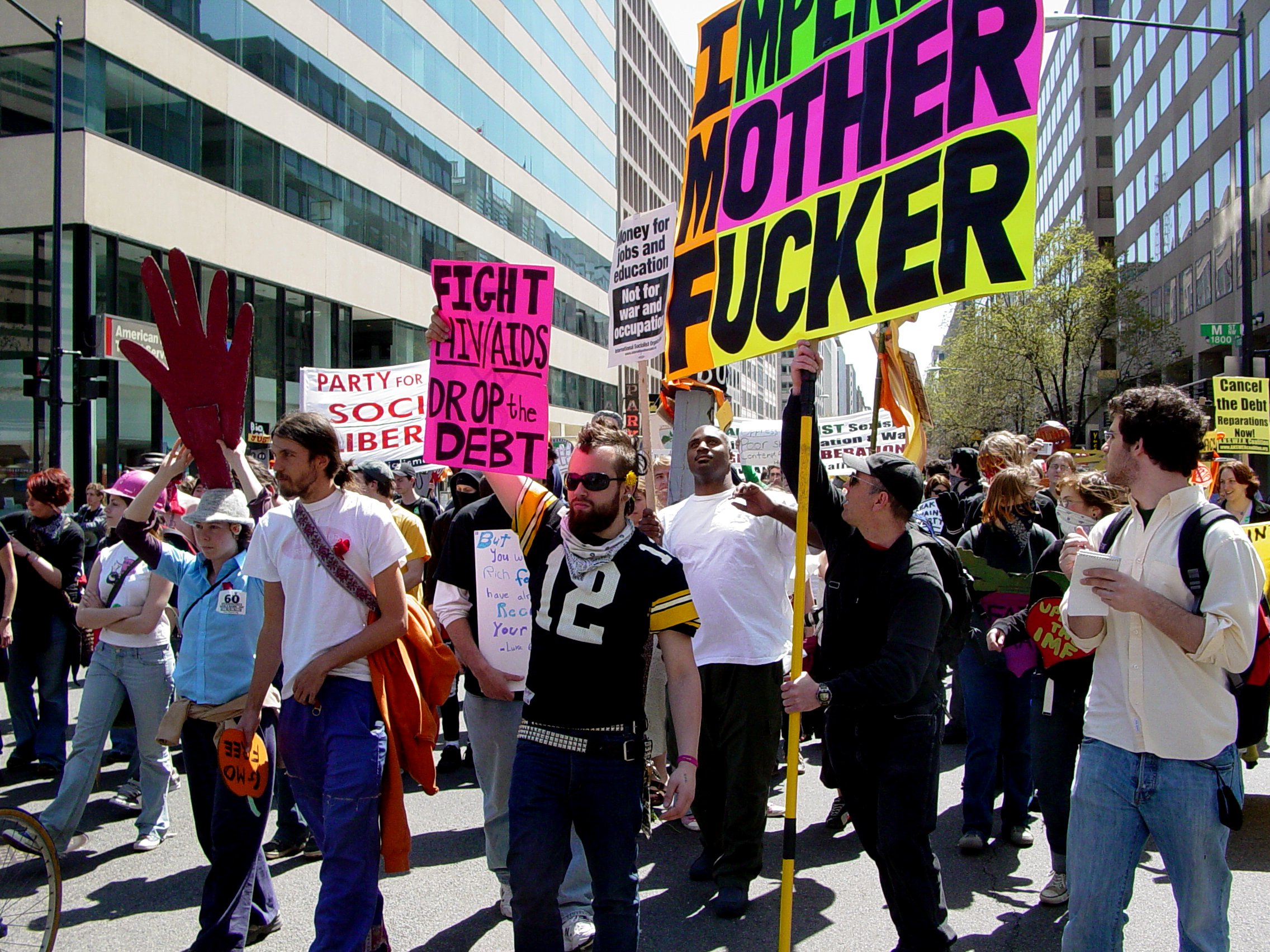
抗議IMF的人群

冷戰後期以來，布雷顿森林機構的角色一直引起爭議。有批評指出，基金偏袒與歐美公司有良好關係的資本主義軍事獨裁者。另有批評稱，國際貨幣基金不重視民主、人權和勞工權益。這些批評引起社會的討論，促進了反全球化運動。相反意見認為，國際貨幣基金促使國家民主化的能力有限，而它的宗旨也沒有寫明要這樣做。有支持者指出，經濟穩定是民主的先決條件。
有經濟學家批評，國際貨幣基金的經濟援助都是「有條件地」批出：受援助國需要實行基金建議的經濟改革。經濟學家認為，這樣做會影響國家的社會穩定，實際上適得其反。
一般來說，國際貨幣基金和它的支持者推崇凯恩斯主义。於是，供應學派的支持者通常與國際貨幣基金唱反調。國際貨幣基金提倡把貨幣貶值，被供應學派批評會造成通貨膨脹。大部分反對經濟全球化的組織，例如課徵金融交易稅以協助公民組織，認為IMF的加深了貧窮問題，也增加了第三世界國家和發展中國家的債務負擔。反對IMF的組織各有不同的立場。例如，供應學派認為，ATTAC提出的政策，理念上與IMF的相差無幾。
阿根廷因採用布雷顿森林機構提出的經濟政策，而被IMF推崇為模範國家。然而，2001年，該國出現災難性的金融危機，不少人相信是由IMF倡議的緊縮財政預算和私有化重要資源開發項目所致。緊縮的預算削弱了政府維持基礎建設、福利、教育服務的能力。阿根廷的金融危機加深了南美州國家對IMF的怨恨，他們指責基金要為南美地區的經濟問題負責。受到阿根廷經濟危機影響，現時南美地區的政府漸走中間偏左的路線，並致力擺脫商業企業對經濟政策的壓力。
另一個引起爭議的國家是肯亞。原本肯亞的中央銀行控制了該國貨幣的流動，IMF提出協助後，要求放寬貨幣政策。調整後不但外商投資大減，在貪污官員的協助下，Kamlesh Manusuklal Damji Pattni 虧空了數以十億計的肯亞先令（是為 Goldenberg scandal），肯亞的財政狀況比之前更差。
國際貨幣基金亡羊補牢的行動影響了它的聲譽：往往當國家已深受經濟打擊，IMF才伸手援助。其實這些國家出現經濟問題，通常是數十年管理不善的結果，而不為外界所知。管理不善導致國家陷入多年的經濟困境，IMF通常於這時提供協助，人們於是把經濟崩潰與IMF的介入連繫起來。政客善於轉移視線，利用民族主義和人們對IMF的壞印象，以IMF作自己的代罪羔羊，將大量利益納入得利者的口袋中。
雖然IMF成立目的是協助穩定環球經濟，但自1980年代以來，超過100個國家曾經歷銀行體系崩潰，並令GDP下降4%以上，這是史無前例的。IMF對危機的遲緩反應，以及亡羊補牢的做法，令不少經濟學家提出要改革IMF。儘管西方社會對國際貨幣基金毀譽參半，研究中心的調查顯示，各地區認為IMF和世界銀行對他們的國家有「正面」影響的比例，亞洲61％、非洲71％、北美洲62％、拉丁美洲54％，西歐和東歐則分別為64％和58％。
記錄片《債與命》（ ）以批判的角度描述國際貨幣基金的政策對牙買加的影響。2011年希臘紀錄片《解放債務》亦對國際貨幣基金頗有微詞。2018年的《分秒幣爭》，或譯《國家破產之日》韩语：／ Gukga-budo-eui Nal則描述了甫加入OECD的大韓民國受到1997年亞洲金融風暴的牽連，在密室政治的掌權下，吹哨者無法對國民及早預警，劇中人物甚至以國恥來描述或飲鴆止渴接受IMF安排：「至少保留住大企業與財閥，繼續壓榨大部分民眾，導致中小企業連帶破產、失業、自殺」以極端貧富差距換得IMF協助；或宣布國家破產，無法進口糧食能源等民生必需品使面臨全面大混亂失序的兩難。

### 引用
1. 1 2  . 美國華盛頓哥倫比亞特區: International Monetary Fund. 2020-10-17  [2024-10-23]. （原始内容存档于2017-06-08） （英语）.
2. ↑  Boughton 2001，第7 n.5頁.
3. ↑  . IMF.org.   [2022-11-16]. （原始内容存档于2022-04-11）.
4. ↑  . IMF.org.   [2022-11-16]. （原始内容存档于2022-04-11）.
5. ↑  . IMF.org. 21 September 2015  [1 December 2015]. （原始内容存档于2017-06-08）.
6. ↑  . IMF.org.   [1 August 2017]. （原始内容存档于2020-09-08）.
7. ↑  . IMF.org. 2021年5月27日  [2022年4月9日]. （原始内容存档于2022年12月8日）.
8. 1 2  . 美國華盛頓特區: IMF.   [2024-10-03]. （原始内容存档于2017-07-25） （英语）.
9. ↑  IMF报告首次承认希腊救援失败 （页面存档备份，存于），亚太日报，2013年6月8日
10. ↑  .   [2012-12-11]. （原始内容存档于2014-12-13）.
11. ↑  方沛清. . 越南河內. 中央通訊社. 2012-12-11  [2024-10-03]. （原始内容存档于2024-10-07） –雅虎新聞 （中文（繁體））.
12. 1 2   (PDF). 國際貨幣基金組織.   [May 20, 2011]. （原始内容存档 (PDF)于2011-05-14）.
13. ↑  . IMF.   [6 February 2023]. （原始内容存档于2023-05-12） （英语）.
14. ↑  . World Bank.   [2020-04-01]. （原始内容存档于2019-07-01）.
15. ↑  . Caribbean Net News. 27 April 2009  [7 May 2009]. Cuba was a member of the IMF until 1964, when it left under revolutionary leader Fidel Castro following his confrontation with the United States.[永久]
16. ↑  . International Monetary Fund.   [2024-10-23]. （原始内容存档于2011-11-11） （英语）.
17. ↑  . 国际货币基金组织. International Monetary Fund. 2025年8月5日  [2025-08-06]. （原始内容存档于2017-06-08） （英语）.
18. ↑  . 美國華盛頓特區: 國際貨幣基金組織. 2023-03  [2024-11-16]. （原始内容存档于2025-03-05） （英语）.
19. ↑  . 美國華盛頓特區: 國際貨幣基金組織. 2024-11-16  [2024-11-16]. （原始内容存档于2025-03-09） （英语）.
20. ↑  . 中央社. 2011-06-29  [2011-06-29]. （原始内容存档于2015-02-21）.
21. ↑  .   [2005-06-13]. （原始内容存档于2005-03-05）.
22. ↑   (PDF).   [2005-07-01]. （原始内容存档 (PDF)于2005-07-01）.

## 外部連結
- 官方网站 （英文）（简体中文）（法文）（西班牙文）（俄文）（阿拉伯文）（日語）
- 國際貨幣基金如何支持貨幣制度（页面存档备份，存于）
- 新華網介紹（页面存档备份，存于）